# 施珀爾河

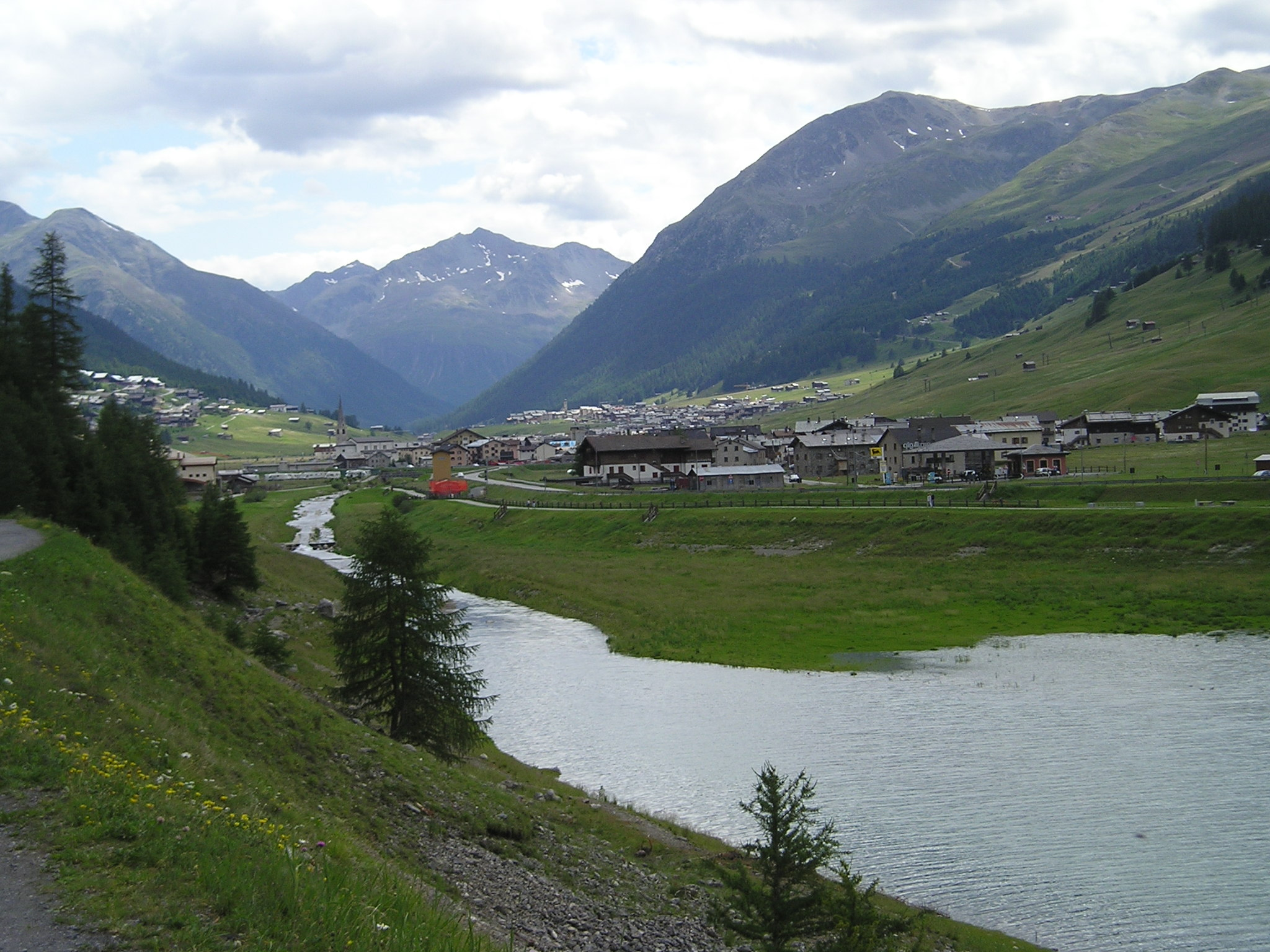

施珀爾河是歐洲的河流，流經意大利倫巴底和瑞士格勞賓登州，屬於因河的支流，河道全長28公里，平均流量每秒10.8立方米，河口處在策爾內茨。

## 外部連結
- Livigno City Council （页面存档备份，存于）
- Livigno Tourist Office （页面存档备份，存于）

46°42′N 10°06′E / 46.700°N 10.100°E